# Воджиніт

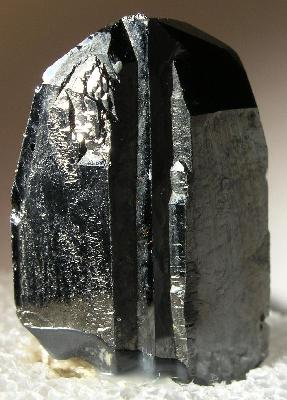
Воджиніт

Воджиніт — мінерал сімейства титанотанталоніобатів.

## Етимологія та історія
За назвою родовища Воджін (Австралія), E.H.Nickel, J.F.Rowland, R.C.McAdam, 1963. Синонім: водгініт.
Воджініт вперше був виявлений в шахті Воджіна в регіоні Пілбара Західної Австралії і описаний в 1963 році Ернестом Генрі Нікелем, Дж. Ф. Роуландом та Р. К. Макдамамом, який назвав мінерал за місцем знахідки.

## Загальний опис
Формула:
- 1. За Є. К. Лазаренком: (Ta, Nb, Sn, Mn)2O4.
- 2. За «Fleischer's Glossary» (2004): Mn(Sn, Ta)Ta2O8.

Містить у % (з родов. Воджіна, Австралія): Mn — 10,87; Sn — 8,92; Ta2O5 — 70,49; Nb2O5 — 7,63. Домішки: FeO, CaO, MgO.
Сингонія моноклінна. Твердість 5,5-6. Густина 7,5±0,3. Колір від червоно-коричневого до чорного. Непрозорий, але іноді просвічує в тонких сколах. Крихкий. Структура близька до структури колумбіт-танталіту.
Воджиніт зустрічається тільки в ґрейзенізованих ділянках літієвих пегматитів. Воджиніт — важлива танталова руда.

## Розповсюдження
Знайдений у зернистому альбіті з кварцом і мусковітом разом з тапіолітом і мікрокліном у родов. Уоджіна (Австралія) і як акцесорний мінерал в літіїстих пегматитах родов. Бернік-Лейк (пров. Манітоба, Канада).